# 李梵陨击坑

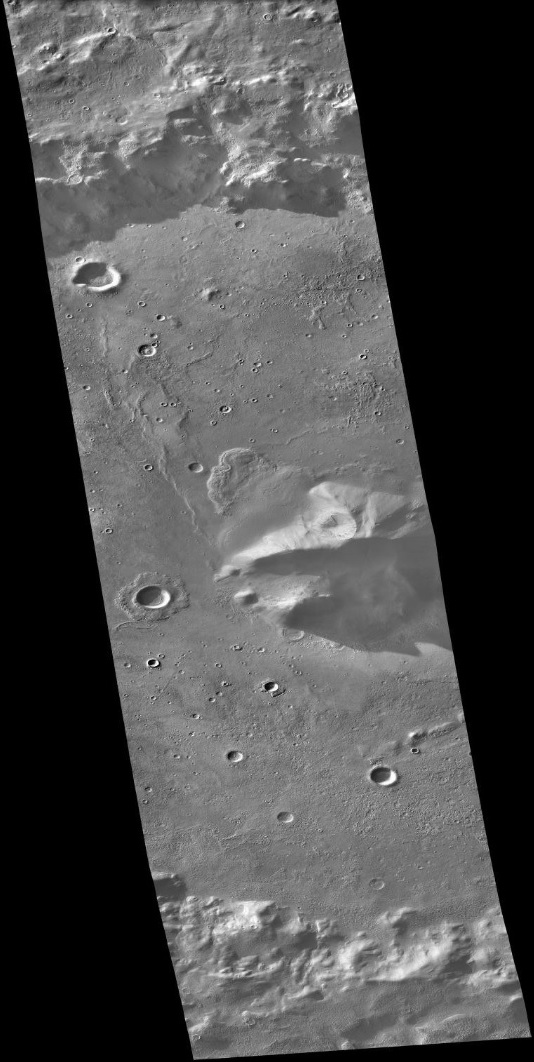
火星勘测轨道飞行器背景相机拍摄的李梵陨击坑中部

李梵陨击坑（Li Fan）是火星法厄同区的一座撞击坑，其中心坐标位于南纬47.2度、西经153.2度处，直径104.8公里，该特征取名自中国东汉朝天文学家李梵（年龄不详），1973年被国际天文联合会行星系统命名工作组批准接受。
撞击坑通常有一圈覆盖着喷射物的边缘，相比之下，火山坑则一般没有边缘或喷射沉积物。较大的陨石坑（直径大于10公里或6.2英里）里面常会有一座中央峰，这类中央峰是因撞击后坑底反弹所形成。